# Bulgaarse parlementsverkiezingen 1945

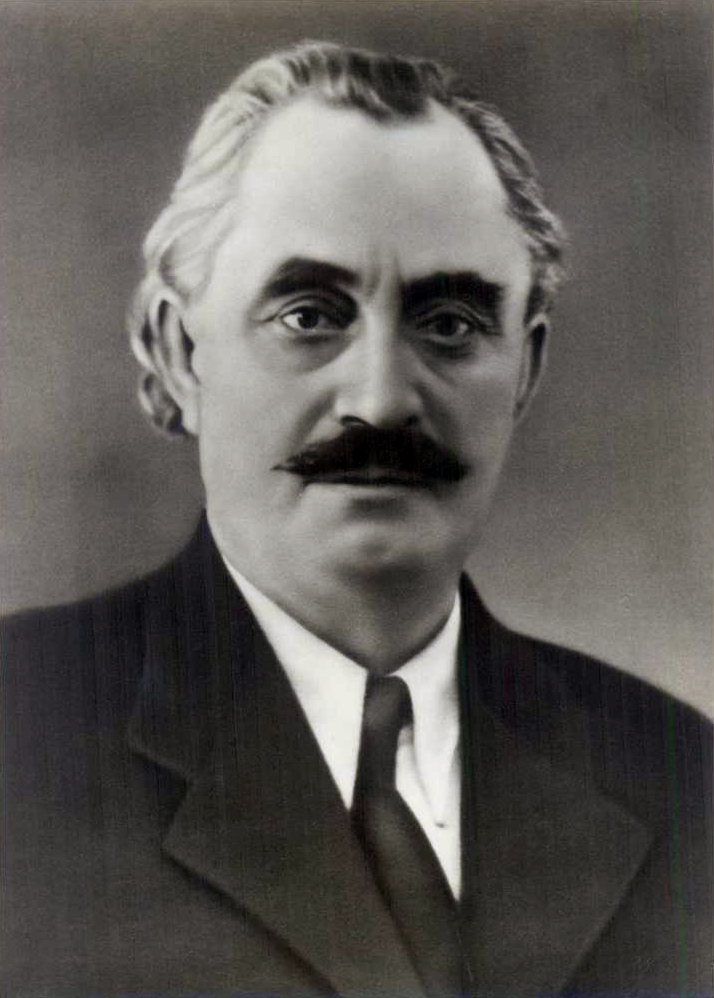
Georgi Dimitrov (1882-1949), leider van de BRP (k.)

De Bulgaarse parlementsverkiezingen van 1945 vonden op 18 november van dat jaar plaats. Het waren de eerste verkiezingen waren ook vrouwen passief en actief deel aan mochten nemen.
De verkiezingen waren de eerste sinds de staatsgreep van 9 september 1944. De Bulgaarse Arbeiderspartij (Communisten) (BRP (k.)) en de Bulgaarse Agrarische Nationale Unie (BZNS) behaalden elk 94 zetels.

## Uitslag
| Partij                                                             | Stemmen   | %       | Zetels   |
| ------------------------------------------------------------------ | --------- | ------- | -------- |
| Bulgaarse Arbeiderspartij (Communisten)                            | 3.005.983 | 88,14%  | 94 / 276 |
| Bulgaarse Agrarische Nationale Unie                                | 3.005.983 | 88,14%  | 94 / 276 |
| Zveno                                                              | 3.005.983 | 88,14%  | 45 / 276 |
| Bulgaarse Sociaaldemocratische Arbeiderspartij (Brede Socialisten) | 3.005.983 | 88,14%  | 31 / 276 |
| Radicaal-Democratische Partij                                      |           |         | 11 / 276 |
| Оppositie kandidaten                                               | 404.482   | 11,86%  | 1 / 276  |
| Totaal                                                             | 3.410.465 | 100,00% | 276      |
|                                                                    |           |         |          |
| Geldige stemmen                                                    | 3.410.465 | 88,23%  |          |
| Blanco/ ongeldige stemmen                                          | 455.000   | 11,77%  |          |
| Totaal uitgebrachte stemmen                                        | 3.865.465 | 100,00% | 276      |
| Geregistreerde kiezers/ opkomst                                    | 4.558.332 | 84,80%  |          |
| Bron: Nohlen & Stöver                                              |           |         |          |